# Coyotes, Durango
Coyotes är en ort i Mexiko.   Den ligger i kommunen Pueblo Nuevo och delstaten Durango, i den centrala delen av landet, 800 km nordväst om huvudstaden Mexico City. Coyotes ligger 2 444 meter över havet och antalet invånare är 149.
Terrängen runt Coyotes är kuperad åt sydväst, men åt nordost är den platt. Runt Coyotes är det glesbefolkat, med 12 invånare per kvadratkilometer. Närmaste större samhälle är Estación Coyotes, 1,8 km norr om Coyotes. I omgivningarna runt Coyotes växer huvudsakligen savannskog.